# Real Tonga

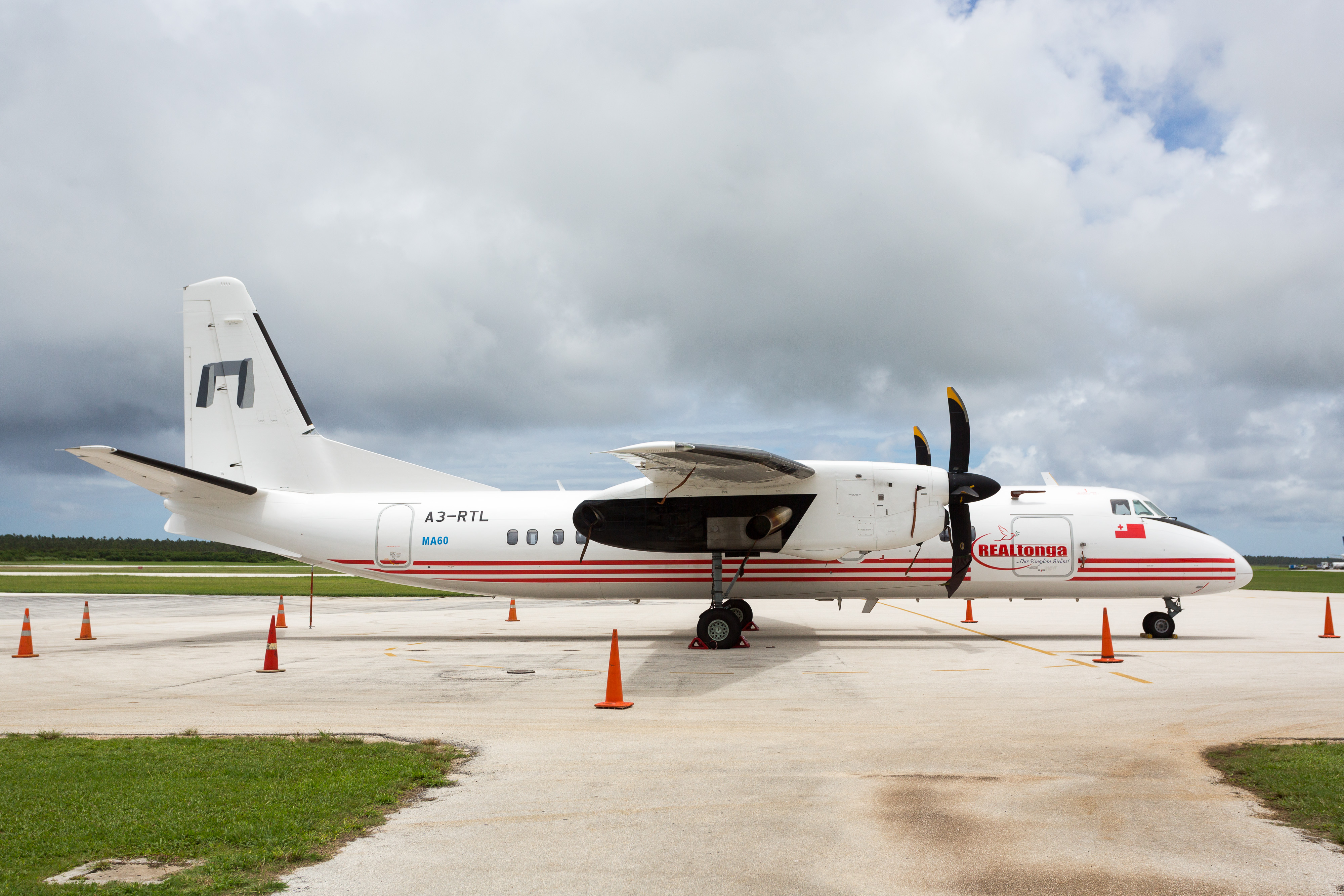
Самолёт Xian MA60 компании Real Tonga, Международный аэропорт Фуаамоту, о-в Тонгатапу, Тонга

Рил Тонга (англ. Real Tonga) — частная авиакомпания в королевстве Тонга, основанная в 2013 году. Осуществляет регулярные авиаперелёты между островами Тонгатапу, Вавау, Эуа и Лифука.
После того, как в 2013 в «Рил Тонга» поступил подаренный китайским правительством самолёт Xian MA60, правительство Новой Зеландии остановило программу помощи развитию туристической индустрии Тонги и выпустило предупреждение туристам о нежелательности перелётов по Тонга на Xian MA60, из-за того, что «в последние годы этот самолёт участвовал в значительном числе инцидентов». Однако, есть предположение, что действия Новой Зеландии связаны не с качествами Xian MA60, а вызваны тем, что запуск Real Tonga выдавил с рынка внутренних перевозок Тонги новозеландскую авиакомпанию Chathams Pacific.

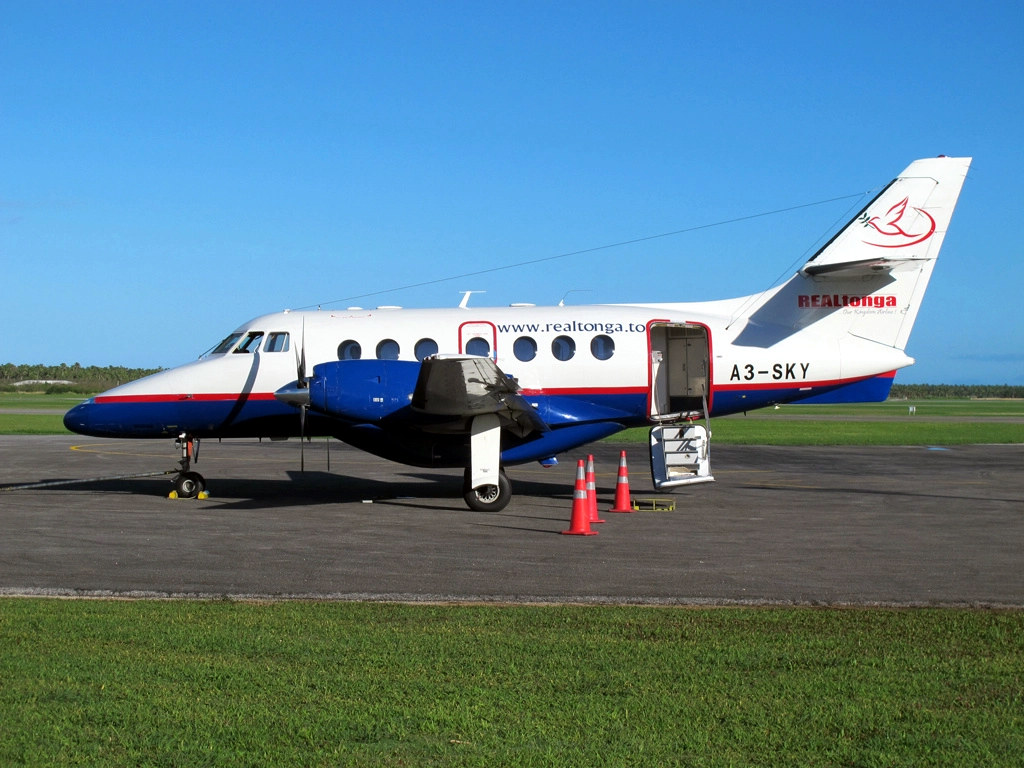
British Aerospace Jetstream 30 мая 2016

## Флот
Флот Real Tonga включает в себя самолёты:
- Xian MA60
- Beechcraft Queen Air 65
- Britten-Norman Islander